# Tarenna rudis
Tarenna rudis är en måreväxtart som beskrevs av Henry Nicholas Ridley. Tarenna rudis ingår i släktet Tarenna och familjen måreväxter. Inga underarter finns listade i Catalogue of Life.